# Madame de La Fayette
Madame de La Fayette s pravim imenom in priimkom Marie-Madelaine Pioche de La Vergne Vega grofica La Fayette (~ fajét), francoska klasicistična književnica, * 18. marec 1634, Pariz, † 25. maj 1693, Pariz.

## Življenjepis
Marie-Madelaine Pioche de La Vergne, po možu imenovana grofica La Fayette se je rodila v Parizu, bila poročena, nato živela ločeno od moža v Parizu in imela zveze s francoskim dvorom in literarnimi krogi. Poročila se je s precej starejšim grofom La Fayettom in si utrla pot v salone. Postala je dvorna dama in celo svakinja Ludvika XIV. Pisati je začela okoli 1672 pri tem pa ji je idejno – stilno pomagal Rauchenfroucauld.  

## Delo
Najprej je pisala krajše pripovedi, napol novele in uspela z romanom Zaide (1669), napisanega v slogu baročnih junaško galantnih romanov. Njeno glavno delo je roman Kneginja Klevska (La princesse de Clèves, 1678), ki ga uvrščajo med najpomembnejše romane 17. stoletja. To delo je tudi 1. psihološki roman. Po obsegu, vsebini in slogu se bistveno loči od baročnih romanov in predstavlja klasicistični tip romana. Po obsegu je kratek, tako rekoč daljša novela. Zgodba je preprosta postavljena na francoski dvor v 16. stoletju, omejena je na manjše število ljudi, čas in prostor pa sta stvarna. V središču zgodbe je ljubezenski motiv: kneginja Klevska se zaljubi v vojvodo Nemourskega, vendar želi ostati zvesta svojemu možu; ko ta umre, se vseeno ne želi znova poročiti, ker hoče obvarovati svojo ljubezen pred menjavami časa, zakona in navad.

## Prevodi
Kneginjo Klevsko je 1966 poslovenil Niko Košir (COBISS)